# 長尾顕景
長尾 顕景（ながお あきかげ）は、戦国時代の武将。高津長尾氏5代・総社長尾氏8代当主。

## 略歴
総社長尾氏庶流・高津長尾氏の長尾定明の子として誕生。関東管領・上杉顕定に仕えて偏諱を受ける。永正7年（1510年）、越後国の長尾為景との戦いに加わった父・定明が長森原の戦いにおいて顕定と共に討たれたため、その後を継いだ。
大永4年（1524年）、従弟で総社長尾氏当主の長尾顕方が山内上杉家の家宰職を足利長尾氏の長尾景長に奪われた事を恨み北条氏綱と内応した。これを知った関東管領・上杉憲寛によって顕方は廃され、代わりに顕景が当主となった。しかし、顕景も白井長尾氏の長尾景誠と共に長尾為景に通じたため、大永7年（1527年）に憲寛の命を受けた上野長野氏に攻められて降伏、出家して知龍斎元昶（ちりゅうさいげんえい）と名乗って家督を景孝に譲った。享禄4年（1531年）には既に出家していたことが確認できる。
ただし、近年になって黒田基樹は顕方・顕景交替の経緯を再検討し、顕方は永正の乱で関東管領を追われた上杉顕実の家宰であり、同乱で勝利した上杉憲房が顕方を追放して顕景を総社長尾家を継がせたこと、顕景が背いたのは大永4年（1524年）の事で顕景は北条氏綱・長尾為景と三者連携していたとしている。
その後の動向は不明だが、上野への武田信玄の侵攻で総社長尾氏が所領を失った時に老齢の顕景も一族と共に越後の上杉謙信を頼ったとも言われている。